# Іхнотаксон

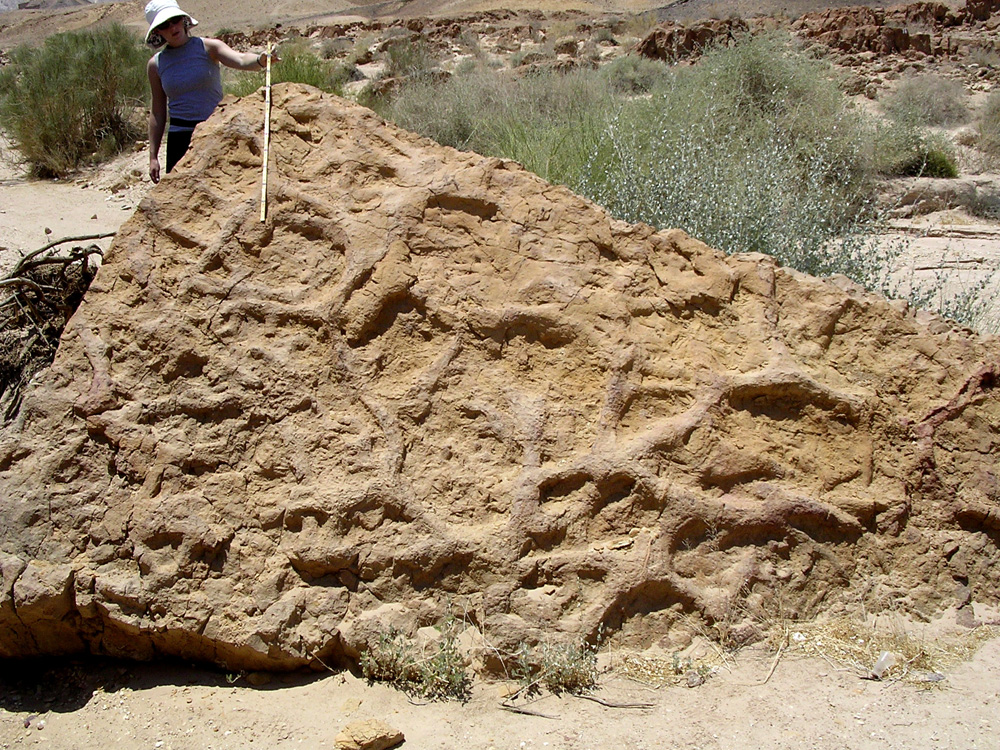
Іхнотаксон Thalassinoides: ходи, прориті ракоподібними середньої Юри. Махтеш Катан, південний Ізраїль

Іхнотаксон — згідно з Міжнародним кодексом зоологічної номенклатури, таксон, «заснований на фоссилізованних слідах діяльності тварини, включаючи залишені твариною відбитки ніг, сліди повзання і ходи, інакше — викопні сліди». Аналогічно до ліннеївської таксономічної класифікації, іхнотаксонам присвоюють родові і видові назви, звані «іхнорід» і «іхновид».
Скам'янілості, згідно з якими виділяють іхнотаксони, включають різні результати діяльності тварини: ходи, свердління, гали, гнізда, трубки черв'яків, кокони, відбитки ніг, доріжки, сліди, скам'янілі екскременти (копроліти), травні камені (Гастроліти (Gastrolith), відригнутий вміст травної системи (пелетки (Regurgitalith)), результати укусів і гризіння, павутиння.
Термін іхнотаксон походить від грецького ίχνος (іхнос) — слід і ταξις (таксис) — порядок.